# Pierre Bernac
Pierre Bernac, noto anche come Pierre Bertin (Parigi, 12 gennaio 1899 – Villeneuve-lès-Avignon, 17 ottobre 1979), è stato un baritono francese.

## Biografia
Anche se giunse alla musica relativamente tardi, divenne il più rinomato interprete di canzoni antiche francesi, e quindi anche un famoso insegnante di canto. Fu docente presso il Conservatorio americano di Fontainebleau. Fra i suoi allievi vi furono Gérard Souzay, Mattiwilda Dobbs, Elly Ameling e Jessye Norman.
Nel 1926 cantò nella prima assoluta di Chansons gaillardes di Francis Poulenc a Parigi con il compositore al pianoforte, nel 1928 di Des fleurs font une broderie di Albert Roussel a Fontainebleau e nel 1935 di Cinq poèmes di Poulenc alla Société Nationale de Musique con il compositore al pianoforte.
Dopo averlo conosciuto nel 1935, Bernac fece numerose tournée all'estero con il suo amico e compositore Francis Poulenc nel ruolo di accompagnatore al pianoforte; Poulenc scrisse per lui anche svariate canzoni (circa 90) come "Tel jour, telle nuit" e "Calligrammes". 
Sempre a Parigi con Poulenc al pianoforte cantò nelle prime assolute nel 1940 di Banalités e nel 1943 di Deux poèmes de Louis Aragon.
Nel 1946 cantò nella prima assoluta di Rencesvals di Luigi Dallapiccola per la Radio-Télévision Belge de la Communauté Française di Bruxelles con Poulenc al pianoforte e sempre con Poulenc al pianoforte nel 1948 di Calligrammes a New York e nel 1957 di Le travail du peintre a Edimburgo.
Compositori come André Jolivet, Henri Sauguet e Jean Françaix scrissero pezzi avendo in mente la sua vocalità. Cantò anche il repertorio tedesco di lieder.
Bernac scrisse due libri importanti sul canto e l'interpretazione delle melodie francesi: "Francis Poulenc: The Man and His Songs" e "The Interpretation of French Song".

## Discografia parziale
- Pierre Bernac - Francis Poulenc - Preiser